# Саммерс (округ)
Округ Саммерс (англ. Summers County) располагается в США, штате Западная Виргиния. Официально образован 21 декабря 1798 года, получил своё название в честь американского политического и государственного деятеля Джорджа Саммерса. По состоянию на 2010 год, численность населения составляла 13 927 человек.

## География
По данным Бюро переписи США, общая площадь округа равняется 953 км², из которых 932 км² суша и 18 км² или 2,0 % это водоемы.

### Соседние округа
- Гринбрайер (Западная Виргиния) — северо-восток
- Монро (Западная Виргиния) — восток
- Мерсер (Западная Виргиния) — юго-запад
- Роли (Западная Виргиния) — запад
- Фейетт (Западная Виргиния) — северо-запад
- Джайлз (Виргиния) — юг

## Население
По данным переписи населения 2000 года в округе проживает 12 999 жителей в составе 5 530 домашних хозяйств и 3 754 семей. Плотность населения составляет 14 человек на км². На территории округа насчитывается 7 331 жилых строений, при плотности застройки около 8-ми строений на км². Расовый состав населения: белые — 96,57 %, афроамериканцы — 2,15 %, коренные американцы (индейцы) — 0,25 %, азиаты — 0,09 %, гавайцы — 0,04 %, представители других рас — 0,10 %, представители двух или более рас — 0,79 %. Испаноязычные составляли 0,55 % населения независимо от расы.
В составе 25,70 % из общего числа домашних хозяйств проживают дети в возрасте до 18 лет, 53,80 % домашних хозяйств представляют собой супружеские пары проживающие вместе, 10,00 % домашних хозяйств представляют собой одиноких женщин без супруга, 32,10 % домашних хозяйств не имеют отношения к семьям, 29,10 % домашних хозяйств состоят из одного человека, 14,40 % домашних хозяйств состоят из престарелых (65 лет и старше), проживающих в одиночестве. Средний размер домашнего хозяйства составляет 2,32 человека, и средний размер семьи 2,84 человека.
Возрастной состав округа: 20,50 % моложе 18 лет, 7,50 % от 18 до 24, 24,70 % от 25 до 44, 23,70 % от 45 до 64 и 19,90 % от 65 и старше. Средний возраст жителя округа 43 лет. На каждые 100 женщин приходится 95,60 мужчин. На каждые 100 женщин старше 18 лет приходится 93,00 мужчин.
Средний доход на домохозяйство в округе составлял 21 147 USD, на семью — 27 251 USD. Среднестатистический заработок мужчины был 27 485 USD против 18 491 USD для женщины. Доход на душу населения составлял 12 419 USD. Около 24,40 % семей и 20,30 % общего населения находились ниже черты бедности, в том числе — 34,30 % молодежи (тех кому ещё не исполнилось 18 лет) и 14,50 % тех кому было уже больше 65 лет.